# Noční ptáci
Noční ptáci (anglicky Nighthawks) je obraz, který roku 1942 namaloval Edward Hopper. Znázorňuje zákazníky nočního baru viděné z ulice skrz výlohu. Olejomalba na plátně ve stylu amerického realismu o rozměrech 84,1 × 152,4 cm je vystavena v Institutu umění v Chicagu, který ji 13. května 1942 zakoupil za 3000 dolarů.
Podle Oxfordského slovníku umění jde o Hopperův nejznámější obraz: „Ústředním tématem jeho díla je osamělost velkoměstského života, obvykle vyjádřená jednou nebo dvěma postavami v jednoduchém prostředí – jeho nejznámější dílo, Noční ptáci, má neobvykle velké ,obsazení‘ čtyř lidí.“  Zároveň jde o jedno z nejznámějších děl amerického umění.